# Jean-Marc Jafet
Jean-Marc Jafet, né le 8 mai 1956 à Nice, est un bassiste, contrebassiste et compositeur de jazz français.

## Biographie
Originaire de Nice et également batteur, Jean-Marc Jafet a débuté dans le groupe brésilien Les Étoiles. Dans les années 1980, il se produit dans le groupe de Christian Escoudé puis dans l'Orchestre national de jazz d'Antoine Hervé. Il a fondé en 2000 la formation Trio Sud avec Sylvain Luc et André Ceccarelli, et enregistré avec Richard Galliano, Marcia Maria, Franck Amsallem, Babik Reinhardt, Khalil Chahine, Michel Delpech, Michel Jonasz, et le groupe Offering de Christian Vander.

## Récompenses
- 1993 : avec le Trio Ceccarelli, Victoires de la musique catégorie "Album Jazz de l'année" et Djangodor catégorie "Formation Française de Jazz" pour l'album Hat Snatcher (Polygram Jazz, 1992).

## Discographie partielle

### En Solo
- 1985 : Dolores
- 1994 : Agora
- 1996 : Live au Parc Floral
- 2000 : Douceur Lunaire
- 2004 : Mes Anges
- 2007 : Live Moments
- 2017 : Le Meilleur Moment du Monde

### Avec Michel Jonasz
- 2005 : La Femme Du Parfumeur

### Avec Marcia Maria
- 1985 : Colo De Rio

### Avec Richard Galliano
- 1999 : Spleen

### Avec Trio Sud
- 2000 : Sud
- 2002 : Trio Sud
- 2008 : Young & Fine

### Compilations
- 2009 : A La Costa Sud, Edizioni Musicali Curci
- 2011 : Montecarlo - Life Night & Day, h.squared / Halidon